# Skugga

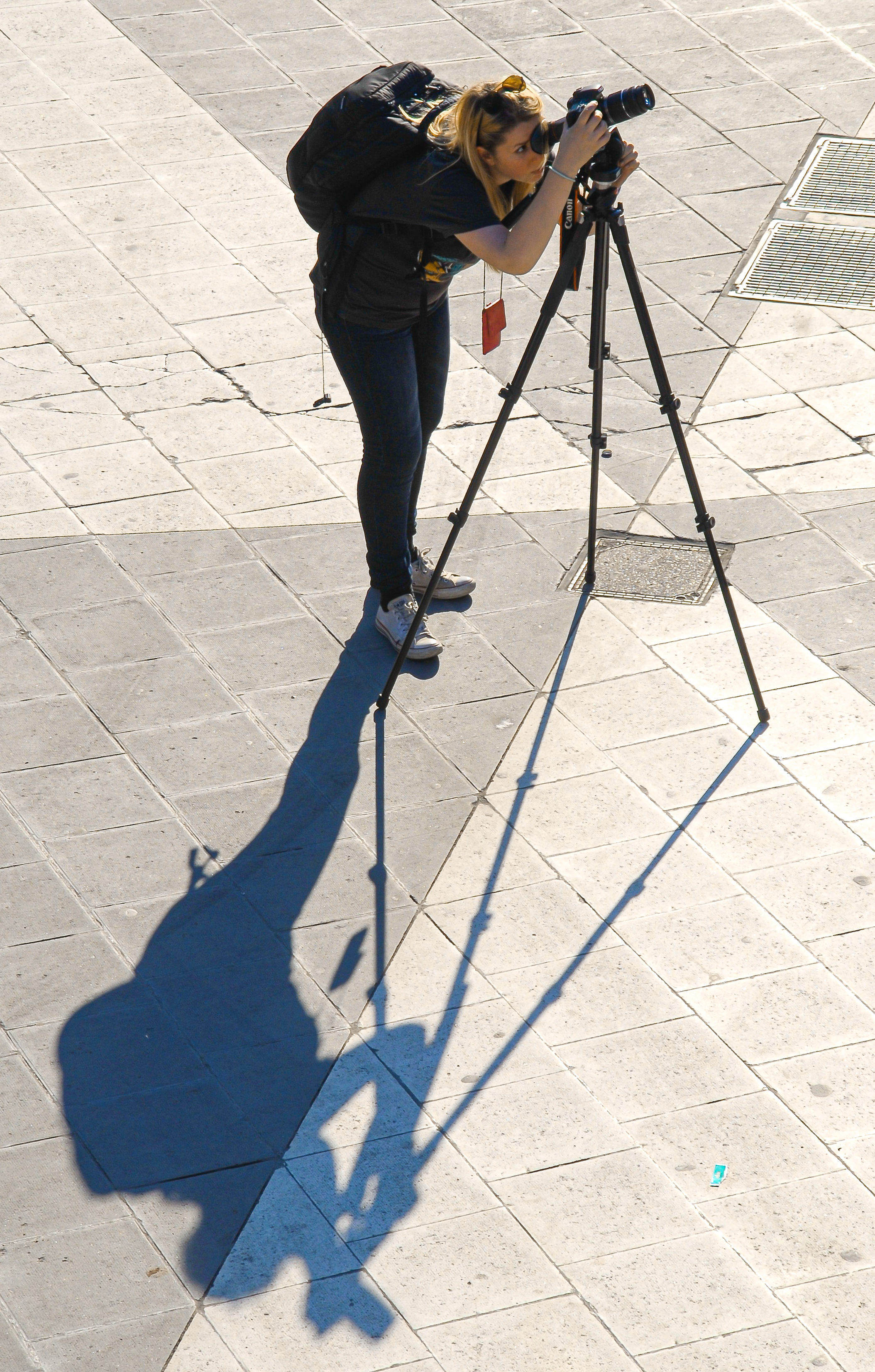
Fotograf med stativ kastar en skugga på Sergels torg i Stockholm.

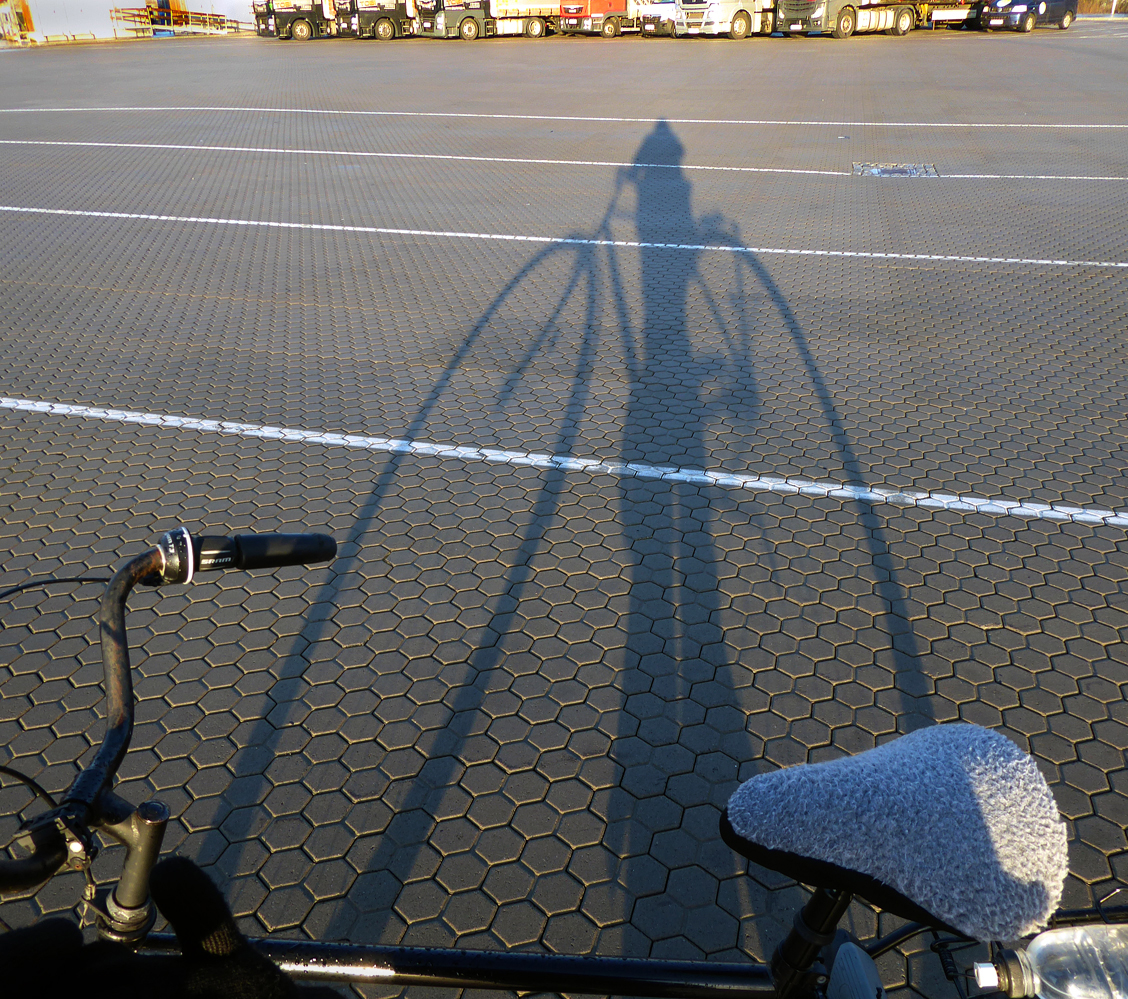
När solen är låg blir skuggor långa, och detaljer får fel proportioner.

Skugga är ett mörkare område som kan observeras bakom en ogenomskinlig eller endast delvis genomskinlig kropp av något slag som helt eller delvis skymmer en ljuskälla, till exempel solen. En snittyta genom det skuggade området visar en tvådimensionell figur i form av en mörkare siluettform som liknar det skymmande objektet. Den kan observeras till exempel på ett väggtak eller på marken.

## Kärnskugga och halvskugga

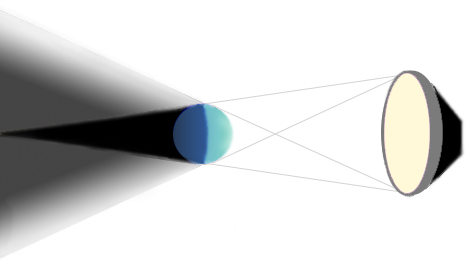
Uppkomsten av kärnskugga och halvskugga bakom en skymmande kropp

En skugga kan ses som bestående av två delar, kärnskuggan (umbra) och halvskuggan (penumbra). Detta gäller under förutsättning att ljuskällan som skapar skuggan inte är punktformig, utan har en synlig utsträckning, sedd från den plats där skuggan faller. Perfekt punktformiga ljuskällor finns egentligen inte i sinnevärlden, men stjärnor brukar betraktas som sådana, eftersom det ända tills helt nyligen har varit omöjligt att från jorden urskilja att en stjärna har en utsträckning.
Både kärnskuggan och halvskuggan är slagskuggor eftersom de projiceras bortom det skuggande föremålet. Den skugga som projiceras på föremålet själv kallas för självskugga.
Ett ytterligare begrepp är antumbran (från latinets ante, "före"), som anger områden utanför själva skuggan. Antumbran är exempelvis det område där en betraktare befinner sig vid en ringformig solförmörkelse.

## Skuggspel
Skuggor utnyttjas i skuggspel, som är en förevisning av skuggbilder, vilka framkallas på en skärm genom bakom skärmen belysta människor eller rörliga dockor.

## Andra typer av skuggor
I överförd bemärkelse används ordet vid annan form av strålning, exempelvis radioskugga för en plats där radiosignaler är skymda, av exempelvis ett berg, och inte kan mottagas.
Det behöver inte heller röra sig om strålning; uttrycket regnskugga beskriver situationen i ett område som ligger i lä av en bergskedja och därför får mindre nederbörd än normalt för regionen, och uttrycket trafikskugga kan användas om ett läge i en vägkorsning där ett större fordon skyddar ett mindre från mötande eller korsande trafik (som visserligen inte kan ses, men som heller inte kan utgöra en fara eftersom den tillfälligt stoppas av det större fordonet).
En annan användning av ordet är som benämning på något som efterliknar den förmörkande effekten av en skugga, dvs. man färgar någonting mörkare så att det ser ut som om det var skuggat. Se även ögonskugga.